# Oxyde d'erbium(III)
L'oxyde d'erbium(III) ou erbine est un oxyde du lanthanide erbium.

## Historique
L'oxyde d'erbium(III) fut partiellement isolé par Carl Gustaf Mosander en 1843 mais obtenue sous forme pure seulement en 1905 par Georges Urbain et Charles James.

## Propriétés
L'oxyde d'erbium(III) se présente sous la forme de poudre ou de cristaux roses. Il cristallise principalement sous forme cubique, mais sous certaines conditions, il prend une forme hexagonale. Il est pratiquement insoluble dans l'eau, mais relativement soluble dans les acides minéraux. Er2O3 absorbe rapidement l'humidité et le dioxyde de carbone de l'atmosphère
Une propriété intéressante des oxydes d'erbium est leur capacité à convertir l'énergie. L'oxyde d'erbium(III) absorbe en effet les rayonnements de faible énergie (infrarouge et visible de grande longueur d'onde) pour les convertir en rayonnement ultraviolet ou en lumière violette par de multiples transferts ou absorptions d'énergie. Les nanoparticules d'oxyde d'erbium possèdent aussi des propriétés de photoluminescence. Ces nanoparticules peuvent être produites sous ultrasons (20 kHz, 29 W·cm−2) en présence de nanotubes de carbone multifeuillets.

## Synthèse
L'oxyde d'erbium(III) peut être produit par combustion de l'erbium métallique dans l'air : 
4 Er + 3 O2 → 2 Er2O3

## Réactions
L'oxyde d'erbium(III) réagit avec les acides pour former les sels d'erbium(III) correspondant. Sa réaction avec l'acide chlorhydrique donne par exemple le chlorure d'erbium(III) :
Er2O3 + 6 HCl → 2 ErCl3 + 3 H2O

## Utilisations
Les applications de Er2O3 sont variées dues à leurs propriétés électriques, optiques, et de photoluminescence. Les matériaux nanométriques dopés par les ions Er+3 présentent un grand intérêt du fait que leurs propriétés électriques et optiques dépendent en grande partie de leur taille. Des nanoparticules d'oxyde d'erbium dopées peuvent être dispersées dans de verres ou plastiques, par exemple dans les écrans. L'oxyde d'erbium fait partie des oxydes de terres rares les plus importants utilisés en biomedicine. Les propriétés de photoluminescence des nanoparticules d'oxyde d'erbium sur les nanotubes de carbone les rendent utiles pour des applications biomédicales. Par exemple, de telles nanoparticules peuvent avoir leur surface modifiée en zones hydrophobes et hydrophiles en bioimagerie.
Les oxydes d'erbium sont aussi utilisés comme grille isolante dans les composés à semi-conducteurs, du fait de leur constante diélectrique élevée (10-14) et de leur large gap. L'erbium est parfois utilisé pour teinter les lunettes, et l'oxyde d'erbium peut être utilisé comme poison à neutrons consommable  pour le combustible nucléaire.

## Toxicité
L'oxyde d'erbium est toxique inhalé, pris oralement, ou injecté dans le flux sanguin à dose massive. Les effets à long terme de faibles concentrations sur les humains n'ont pas encore été déterminés.